# 九段坂病院
九段坂病院（くだんざかびょういん）は東京都千代田区九段南にある国家公務員共済組合連合会の病院。

## 歴史
1926年（大正15年）10月に小池國三（当時の山一證券株式会社社長）、福岡五郎（初代病院長）ら有志により私立病院（病床数30床、診療科目:内科・外科・小児科）として創設された。当時、皇居千鳥ヶ淵に面して立てられたモダンな白亜の病院は、東京中から注目された。戦時中は日本医療団に吸収されたが、1949年（昭和24年）に非現業共済組合連合会（現・国家公務員共済組合連合会）の病院となり、職域病院、地域の総合病院として親しまれてきた。2015年（平成27年）11月24日に現在の場所に移転し、病床数231床の病院としてリニューアルオープンした。

### 移転
2007年に千代田区役所が九段第3合同庁舎と合築となった新庁舎に移転し、千代田区と国家公務員共済組合連合会 (KKR) は旧庁舎跡地に約13階のビルを建築して医療と介護を一体化させた施設にする方針を定めた。KKRの九段坂病院は元々建物の老朽化と狭さが問題視されていたが増改築は病院の運営上困難であったため、区に旧庁舎跡地への移転を希望する旨を伝えており、このビルに移転することになった。また、同じビルには区が介護施設「高齢者総合サポートセンター」（当時の仮称）を設置することになった。2011年時点6月時点では2015年4月の開設を目指していたが、実際に開業されたのは2015年11月だった。なお、区の介護施設の開設時の名称は『高齢者総合サポートセンター「かがやきプラザ」』である。

## 診療科目
- 総合診療科
- 内科
- 外科
- 整形外科
- 皮膚科
- 泌尿器科
- 婦人科
- 耳鼻咽喉科
- 眼科
- 心療内科
- リハビリテーション科[4]